# 仁木政長
仁木 政長（につき まさなが）は、室町時代後期の武将。

## 概要
『近衛家文書』には、文明3年（1471年）3月17日付の文書に、近衛家の家領である近江国甲賀郡信楽郷の代官として政長の名前が見える。
長享元年（1487年）頃まで、仁木中務少輔という人物が近衛家に礼物を進上しており、これは政長のことであると考えられる。
『後法興院記』長享3年（1489年）4月4日条には、仁木左京大夫という人物が再び信楽荘代官に任命され、2年の間に左京大夫に昇進している。
『伺事記録』には、延徳2年（1490年）閏8月18日に仁木左京大夫政長と同族（伊勢仁木氏）の仁木右馬助の子・千代菊丸の名前が見える。
永正6年（1509年）5月以降は史料から名前が見えなくなるため、この頃に死去した可能性が高い。
中務少輔と左京大夫に任官されているため、中務少輔や左京権大夫に任官された仁木頼夏や、左京大夫に任官された仁木義尹の末裔であると考えられる。
子には仁木四郎（仁木刑部大輔）と仁木民部少輔、孫には仁木四郎（仁木左京大夫長政）がい。